# Hyperechia hirtipes
Hyperechia hirtipes är en tvåvingeart som först beskrevs av Fabricius 1805.  Hyperechia hirtipes ingår i släktet Hyperechia och familjen rovflugor. Inga underarter finns listade i Catalogue of Life.